# Mesquita Azul (Ierevã)
A mesquita Azul (em armênio/arménio:  Կապույտ մզկիթ; em persa: مسجد کبود; em azeri:  Göy məscid) é uma mesquita de Ierevã, Armênia.

## História

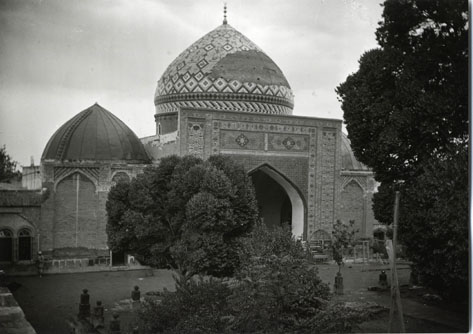
Foto histórica da Mesquita Azul em Ierevã

Foi construída em 1766 durante o reinado de Ali Huseyn, o Canato de Ierevã (daí o nome "Mesquita Ali Huseyn") e foi uma das 8 mesquitas em Yerevan antes da sovietização. Ela serviu à grande comunidade muçulmana em Ierevã (que consistia principalmente de pessoas de origem azerbaijana, já que Azerbaijão em que a mesquita foi construída durante o Canato de Ierevã, que era majoritariamente azerbaijano (turco).
A propriedade da mesquita foi transferida para o Irão em 1995 pelas autoridades da cidade de Ierevã: em dezembro de 2015, o governo arménio decidiu prolongar a propriedade iraniana por mais noventa e nove anos.

## Descrição
É composto por 28 salas, uma biblioteca, um salão principal de orações e um pátio, ocupando uma área total de 7.000 metros quadrados. Originalmente tinha quatro minaretes de 24 metros de altura, no entanto, três deles foram demolidos em 1952, quando os serviços religiosos na Mesquita Azul foram proibidos, e o edifício foi convertido em um planetário devido às políticas secularistas impostas pelo governo soviético. Entre 1995 e 2006, a mesquita foi reformada com amplo financiamento de muçulmanos iranianos e serviços religiosos realizados pelo governo.